# Union libérale de Lituanie
L'union libérale de Lituanie (lituanien : Lietuvos liberalų sąjunga) fut le deuxième plus grand parti politique parlementaire de Lituanie de novembre 1993 à avril 2003.

## Historique
En 2002, l'ex-premier ministre Rolandas Paksas mène une scission aboutissant à la création du Parti libéral-démocrate.
En 2003 il a fusionné avec deux petits partis pour former l'Union centriste et libérale.